# Pop Out
"Pop Out" (gestileerd in hoofdletters) is een nummer van de Amerikaanse rapper Playboi Carti. Het werd uitgebracht via AWGE en Interscope Records als het eerste nummer van Carti's derde studioalbum, Music, op 14 maart 2025. Het nummer werd geschreven door Playboi Carti, samen met de producers Slowburnz, DY Krazy en DJH.

## Achtergrond
"Pop Out" werd voor het eerst gepresenteerd tijdens Playboi Carti's optreden op het Wireless Festival van 2023. DJ Swamp Izzo verklaarde in een interview met Complex dat het nummer op dezelfde dag werd voltooid als waarop het album werd uitgebracht.

## Compositie
"Pop Out" is een ragenummer dat wordt gezien als een ontwikkeling van de stijl die hij gebruikte op zijn vorige album Whole Lotta Red, evenals zijn punk- en SoundCloud- rapinvloeden uit zijn vroege carrière. Playboi Carti rapt met gutturale, hese en hijgende vocalen.

## Kritische receptie
Het nummer kreeg overwegend positieve recensies. Billboard plaatste het onderaan hun ranglijst waarbij Angel Diaz het "lawaai" noemde, maar toegaf van gedachten te kunnen veranderen na een live-optreden. Tom Breihan van Stereogum omschreef het als een "schurende elektro-grind vol digitale vervorming" en een "geweldige opener". Paper prees de "rauwe, industrieel klinkende beat" en vergeleek het met het horen van Kanye's Yeezus voor het eerst. Christian Eede van The Quietus noemde het een "aangenaam luidruchtige knaller".